# Седлари (Равно)
Седлари је насељено место у општини Равно која административно припада Херцеговачко-неретванском кантону, Федерација БиХ, Босна и Херцеговина. Седлари је подељено међуентитетском линијом између града Требиња и општине Равно. Према попису становништва из 2013. у насељу није било становника.

## Становништво
У насељу је према попису становништва из 1991. године живело 26 становника, а насеље је био у потпуности настањено Србима. Према попису из 2013. године насеље је без становника.
| Националност | 2013. | 1991.     | 1981.      | 1971.      |
| Срби         | —     | 26 (100%) | 52 (96,3%) | 102 (100%) |
| Југословени  | —     | —         | 2 (3,7%)   | —          |
| Укупно       | 0     | 26        | 54         | 102        |